# JT Neal
JT Neal (* 4. Januar 1994 in Texas) ist ein US-amerikanischer Schauspieler.

## Leben
Neal kam im Jahr 1994 in Texas zur Welt. Bekannt wurde er als Scott Tomlinson aus der Nickelodeon-Fernsehserie Voll Vergeistert. Im Jahr 2017 hatte er auch einen Auftritt aus den Film Lucky’s Treasure.
Er hat einen Bruder und ist mit dem Schauspielerin Angelina Broyles liiert.

## Filmografie (Auswahl)
- 2014–2015: Voll Vergeistert (The Haunted Hathaways, Fernsehserie, 9 Folgen)
- 2016: Roommates (Fernsehserie, 23 Folgen)
- 2017: Lucky’s Treasure
- 2021: iCarly (Fernsehserie, Folge 1x02)
- 2022: Pivoting (Fernsehserie, 9 Folgen)